# Masumlar Apartmanı
Masumlar Apartmanı (en Català: Apartament d'innocents) és una sèrie de televisió turca de 2020 produïda per OGM Pictures i emesa en TRT 1. La sèrie tracta sobre l'estat psicològic de quatre germans que viuen en un mateix apartament a Istanbul i la vida que els envolta.

## Trama
La ficció té com a protagonista Han (Birkan Sokullu), un home de negocis jove, maco i carismàtic, però ple de records dolorosos. Esat (Uğur Uzunel), el seu millor amic, li recrimina no tenir xicota però a ell això no li importa. Des que va tornar dels Estats Units, Han es va prometre dedicar-se completament a cura del seu pare malalt, Hikmet (Metin Coşkun) i de les seves tres germanes: Safiye (Ezgi Mola), Gulben (Merve Dizdar) i Neriman (Gizem Katmer), que pateixen diferents traumes que arrosseguen una tragèdia familiar i que els impedeix tenir una vida normal. Amb aquesta motxilla a la seva vida, Han s'aïlla de qualsevol activitat social i de l'amor. Això, fins que coneix Inci (Farah Zeynep).
Inci, per altra banda, va ser abandonada per la seva mare, cosa que li ha creat una situació de dependència amb el seu xicot alcohòlic i quan està decidida a deixar-ho, ell la sorprèn amb una celebració d'aniversari i proposta de matrimoni que la fa fugir del lloc. Confosa, en la seva interlocutòria, la jove es descuida i xoca amb Han, a qui porta immediatament a un centre de salut. Però com que ell no té qui l'acompanyi, s'ofereix a cuidar-lo, evidenciant l'inici de la seva història d'amor.

## Repartiment

### Protagonistes
| Actor          | Personatge       | Episodis     |
| -------------- | ---------------- | ------------ |
| Ezgi Mola      | Safiye Derenoğlu | 1-71         |
| Birkan Sokullu | Han Derenoğlu    | 1-71         |
| Merve Dizdar   | Gülben Derenoğlu | 1-55, 57-71  |
| Aslıhan Gürbüz | Ceylan Ongun     | 47-62, 64-71 |

### Personatges auxiliars
| Actor         | Personatge        | Episodis                         |
| ------------- | ----------------- | -------------------------------- |
| Atilla Şendil | Memduh Özdemir    | 1-26, 28-47, 49-56, 58-63, 65-71 |
| Tansel Öngel  | Naci Ataç         | 11-27, 30-71                     |
| Esra Ruşan    | Esra Şafak        | 1-71                             |
| Metin Coşkun  | Hikmet Derenoğlu  | 1-71                             |
| Uğur Uzunel   | Esat Bilen        | 1-55, 57-71                      |
| Gizem Katmer  | Neriman Derenoğlu | 1-71                             |
| Emir Özden    | Ege Özdemir       | 1-35, 37-47, 49-52, 54-63, 65-71 |

### Personatges secundaris
| Actor              | Personatge   | Episodis                              |
| ------------------ | ------------ | ------------------------------------- |
| Meriç Özkaya       | Bayram       | 1-17, 19-49, 51, 53-71                |
| Pervin Bağdat      | Gülru Oktay  | 15-20, 35-37                          |
| Ayça Melek Gülerçe | Tomris Ataç  | 16-20, 35-37                          |
| Selim Can Yalçın   | Anil Saran   | 29-42, 45, 48, 50-63, 66, 68-71       |
| İpek Ayaz Kortunç  | Okşan Namık  | 32-39, 41-42, 44, 46-49, 51-54, 56-71 |
| Tülay Bursa        | Şennur Bilen | 36-37, 39, 41-45, 50-51, 57-65, 67-71 |

### Personatges antics
| Actor                 | Personatge             | Episodis                                     |
| --------------------- | ---------------------- | -------------------------------------------- |
| Cem Avnayim           | Barış                  | 30-33, 35-37                                 |
| Farah Zeynep Abdullah | İnci Özdemir Derenoğlu | 1-17, 19-37                                  |
| Gökçe Aydın           | Gamze                  | 1, 6, 9-10, 12, 14-16, 19-32, 34-35          |
| Ens Demirkapı         | Emre                   | 1, 6, 9-10, 12, 14-16, 19-25, 27, 30, 32, 35 |
| Seda Akman            | Yağmur Ateş            | 27-31, 33, 35                                |
| Barış Bağcı           | Cüneyt Taşdelen        | 2-4, 6, 8-9, 11-12, 14, 22-24, 26-29         |
| Mert Asutay           | Haluk Özdemir          | 4-8, 14-25                                   |
| Alper Saldıran        | Uygar Taşdelen         | 1-4, 6, 8-9                                  |

## Temporades
| Temporada | Episodis | Rang d'episodis | Emissió Original       | Emissió Original   |
| Temporada | Episodis | Rang d'episodis | Inici                  | Final              |
| --------- | -------- | --------------- | ---------------------- | ------------------ |
| 1         | 37       | 1 - 37          | 15 de setembre de 2020 | 8 de juny de 2021  |
| 2         | 34       | 38 - 71         | 14 de setembre de 2021 | 24 de maig de 2022 |